# نوكيا لوميا 620
نوكيا لوميا 620 (بالإنجليزية: Nokia Lumia 620)‏ هو هاتف ذكي من نوكيا يعمل بنظام ويندوز فون، تم طرحه في الأسواق في 2013.

## الخصائص
- نظام التشغيل: ويندوز فون 8.
- الشاشة: شاشة لمس إل سي دي.
- الوزن: 127 غ (4.5 أونصة).
- المعالج: 1.0 جيجا هرتز ثنائي النواة.
- الذاكرة: 8 جيجابايت.